# 天神山城 (武蔵国)
天神山城（てんじんやまじょう）は、埼玉県秩父郡長瀞町岩田にあった日本の城。

## 立地
- 山城で、麓には荒川が流れている。

## 歴史・沿革
- 天文年間に藤田重利（のちの藤田康邦）が築城したと伝えられている。1546年（天文15年）の河越夜戦以降に北武蔵に勢力を伸ばしてきた北条氏康に重利は1549年（天文18年）7月従属した。
- 1560年（永禄3年）に上杉謙信が関東侵攻を開始すると藤田氏は上杉方についた。しかし、同年9月に北条氏によって攻め落とされた。
- 1564年（永禄7年）頃に北条氏康の四男である氏邦が入城した。氏邦は1568年（永禄11年）10月から翌年9月の間に鉢形城に居城を移したが、その後も天神山城は使われ続け、1590年（天正18年）の小田原征伐の際に、鉢形落城と共に開城したといわれている。
- 1970年（昭和45年）、観光を目的として本丸跡に模擬二重櫓（鉄筋コンクリート製）が建設されたが、採算があわず倒産し模擬天守を含む周辺の建物は放置されて、現在に至る。

## アクセス
- 麓の白鳥神社脇の山道から徒歩約15分。山道は整備されておらず獣道状態。